# El presidente
El presidente (estilizado como EL PRE$IDENTE) é uma série de televisão chilena criada por Armando Bó. É baseado no caso de corrupção na FIFA em 2015 e tem como foco o ex-presidente da ANFP Sergio Jadue, interpretado pelo ator colombiano Andrés Parra. A primeira temporada de 8 episódios foi lançada em 5 de junho de 2020, no serviço de streaming Amazon Prime Video.

## Enredo
A história explora o caso de corrupção na FIFA que chocou o mundo, por meio da história de Sergio Jadue, presidente de um pequeno clube de futebol do Chile, que, de estranho, tornou-se peça-chave na conspiração de subornos de US$ 150 milhões nas mãos do presidente da Federação Argentina de Futebol, Julio Grondona.

## Elenco
- Andrés Parra ... Sergio Jadue[4]
- Karla Souza ... Lisa Harris
- Paulina Gaitán ... María Inés «Nené»
- Ana Reeves ...Fátima Eltit
- Luis Margani ... Julio Grondona
- Alberto Ajaka ... Jashir Alabi
- Luis Gnecco ... Luis Bedoya
- Daniel Muñoz ... Jorge Segovia
- Francisco Reyes Morandé ... Cristián Varela
- Gonzalo Robles ... Rafael Esquivel
- Sergio Hernández ... Eugenio Figueredo
- Alejandro Trejo ... José Maria Marin
- Jean Pierre Noher ... José Hawilla
- Federico Liss ... Mariano Jinkis
- Cristóbal Tapia ... Dave Summerfield

## Recepção
No Rotten Tomatoes, a série detém um índice de 100% de aprovação, com base em cinco críticas, com nota média de 8/10. O jornal La Nación escreveu que "El Presidente é antes de tudo uma sátira. É uma paródia com um toque de crítica política e muita observação social sobre o exercício do poder com quase total impunidade".

### Prêmios e indicações
| Ano  | Prêmio                  | Categoria              | Indicado      | Resultado | Ref   |
| ---- | ----------------------- | ---------------------- | ------------- | --------- | ----- |
| 2021 | Emmy Internacional 2021 | Melhor Série Dramática | El presidente | Pendente  | [ 6 ] |